# 11579 Tsujitsuka
11579 Tsujitsuka è un asteroide della fascia principale. Scoperto nel 1994, presenta un'orbita caratterizzata da un semiasse maggiore pari a 2,5878986 UA e da un'eccentricità di 0,1991540, inclinata di 13,60975° rispetto all'eclittica.